# Siciska
Siciska – wieś w Polsce położona w województwie łódzkim, w powiecie skierniewickim, w gminie Lipce Reymontowskie.
W latach 1975–1998 miejscowość administracyjnie należała do województwa skierniewickiego.

## Historia
Wieś została założona przez mieszkańców Mszadli, zaczęli oni użyźniać ugory (tak zwane ścierniska, stąd poniekąd nazwa Siciska), przy których z czasem się osiedlali. Wieś jest położona wzdłuż asfaltowej drogi, łączącej Teresin z Mszadlą. Gospodarstwa są oddalone o 1 km od lasu rogowsko-sulejowskiego, blisko rezerwatu Bukowiec.
W historii mieszkańców zapada głęboko II wojna światowa. Około 28 września 1939 polscy partyzanci ostrzelali niemiecki turbośmigłowiec. W odwecie przybyło wojsko niemieckie, zaczęła się masowa egzekucja ludzi ze wsi Siciska oraz Teresin. Żołnierze idąc wzdłuż wsi wyłapywali mężczyzn zdolnych do walki, łącznie ok. 24 osób. Wszyscy oni zginęli zamknięci w podpalonej stodole.